# Département des arts graphiques du musée du Louvre
Le département des arts graphiques est le septième département du musée du Louvre. Il a été créé en 1989. Auparavant le cabinet des dessins était rattaché au département des peintures.
Il regroupe trois fonds différents :
- le Cabinet des dessins, constitué à l'origine par l'ancienne collection des rois de France , constamment agrandi par la suite grâce à des saisies et des donations ;
- la Chalcographie, qui conserve quelque 14 000 cuivres gravés, avec, en particulier, les cuivres provenant du Cabinet des planches gravées du roi. Des tirages papier obtenus avec le cuivre original peuvent être commandés pour près de 600 planches ;
- la collection Edmond de Rothschild, qui a été donnée au musée du Louvre par les héritiers d'Edmond de Rothschild, le 28 décembre 1935. Elle comprend environ 40 000 estampes, 3 000 dessins et 500 livres illustrés.

## Collections
Il est aujourd'hui riche de plus de 180 000 pièces, ce qui en fait l'une des plus importantes collections du monde, aux côtés des collections suivantes :
- Galerie des Offices de Florence : 150 000
- Albertina de Vienne, 65 000 (plus de 1 million d'estampes)
- British Museum, 50 000
- National Gallery of Art (Washington), 47 000.

Le département conserve des dessins, des pastels, des miniatures, des estampes, des livres, des manuscrits, des autographes, ainsi que des bois, des cuivres et des pierres lithographiques. Il expose 3 000 œuvres dans 13 salles, par roulement : en effet, vu le nombre des pièces et la fragilité du papier à la lumière, il est impossible d'exposer de façon permanente l'ensemble des documents. Ceux-ci peuvent être vus soit dans des expositions temporaires (qui ne durent jamais plus de trois mois pour ne pas fragiliser les œuvres), soit dans la salle de consultation du département. Néanmoins, un choix de pastels et de cartons de tapisserie, moins fragiles, est exposé au sein du parcours du département des peintures. Ces dernières années, un grand effort de numérisation a été accompli et la base de données du département compte à ce jour plus de 140 000 fiches d'œuvres et 4 500 fiches d'artistes.

## Le cabinet des dessins

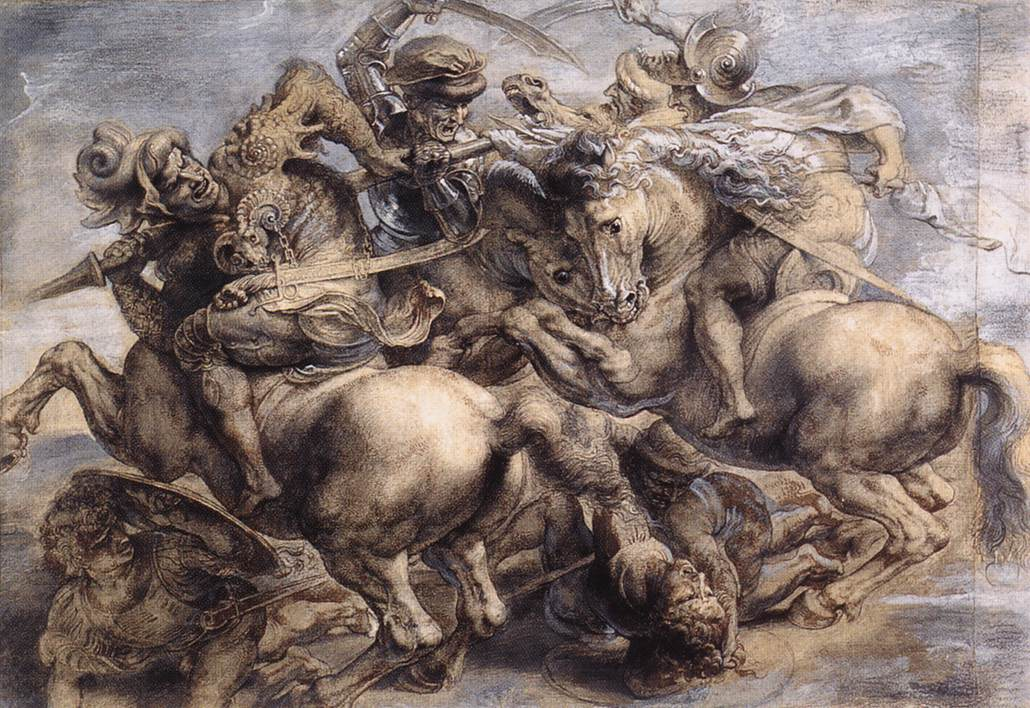
Anonyme d'après Léonard de Vinci, retouché et élargi par Pierre-Paul Rubens, La Lutte pour l'étendard de la bataille d'Anghiari, techniques variées, avant 1550 (retouché en 1603).
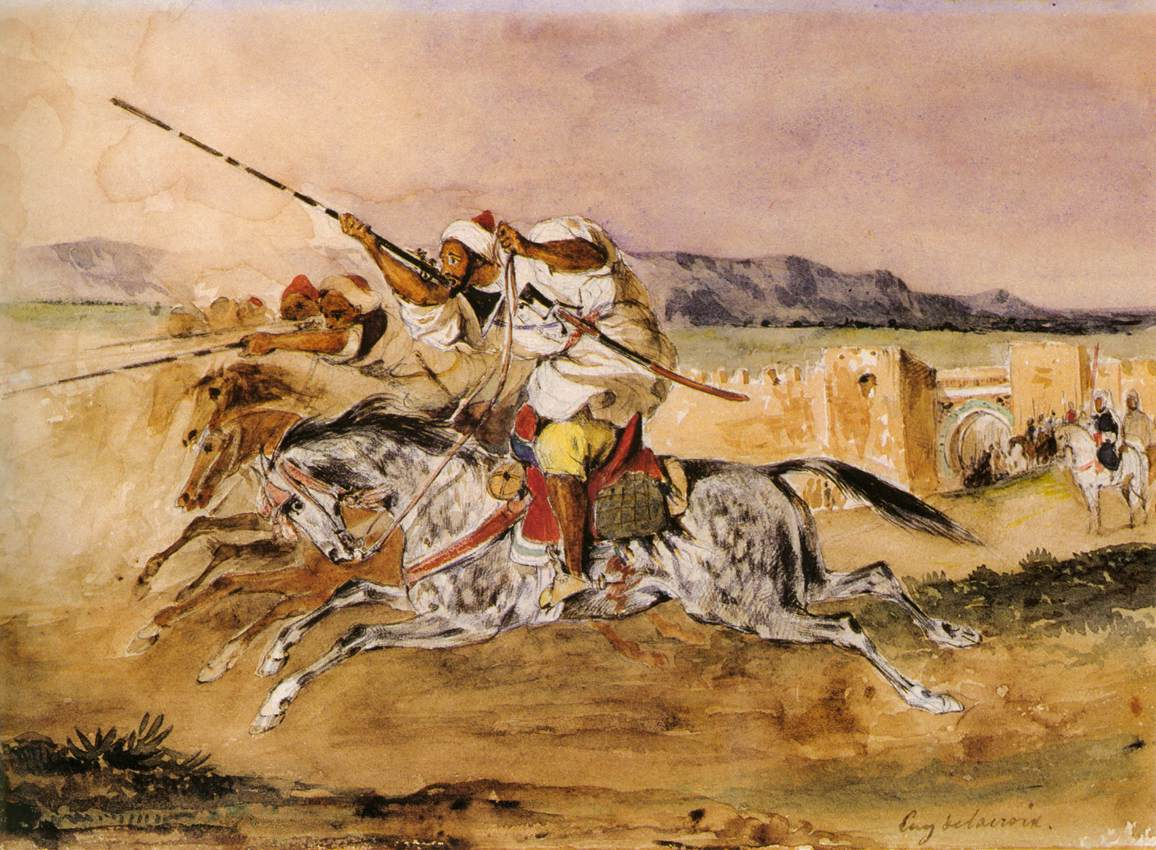
Eugène Delacroix, Fantaisie arabe, aquarelle sur papier, 1832.

La collection commence avec l'achat par Louis XIV des 5 542 dessins qui appartenaient à Everhard Jabach en 1671 : 

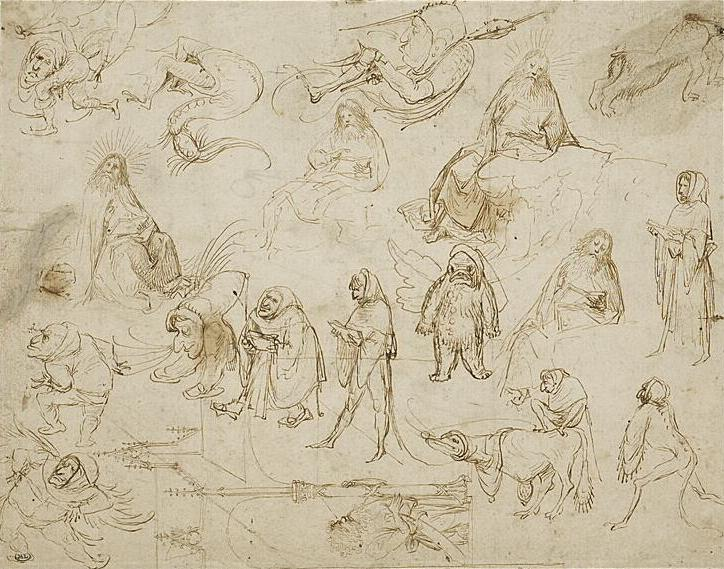
Jérôme Bosch, Croquis pour une tentation de saint Antoine.
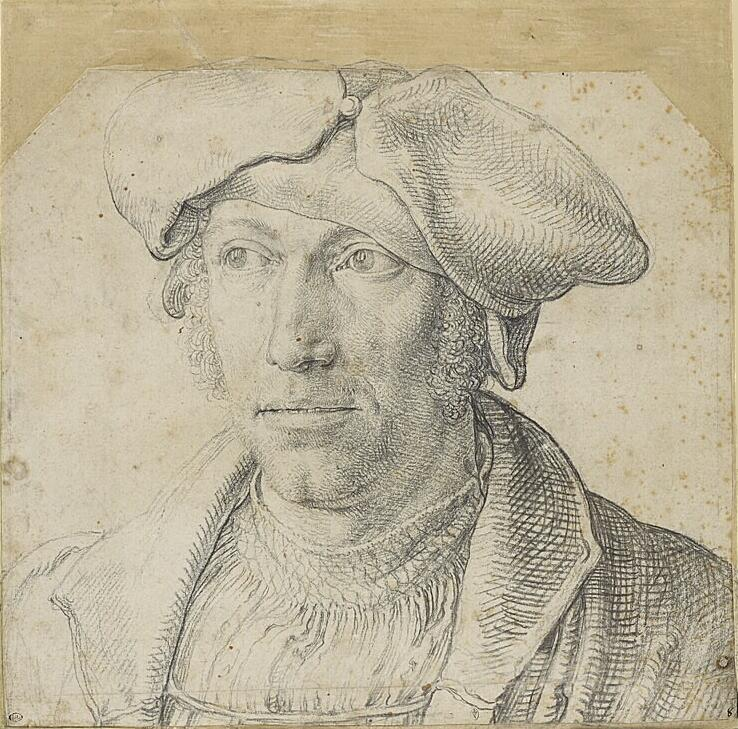
Lucas van Leyden, Portrait d'un homme aux cheveux frisés.
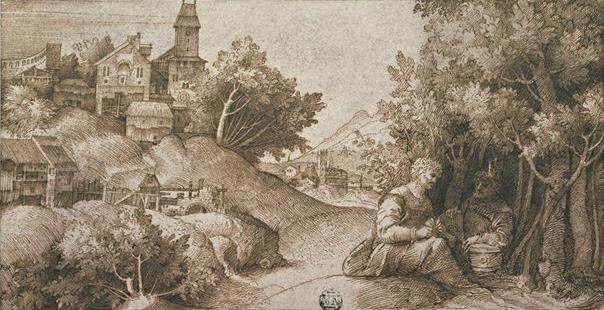
Giulio Campagnola, Paysage avec deux hommes assis près d'un taillis.
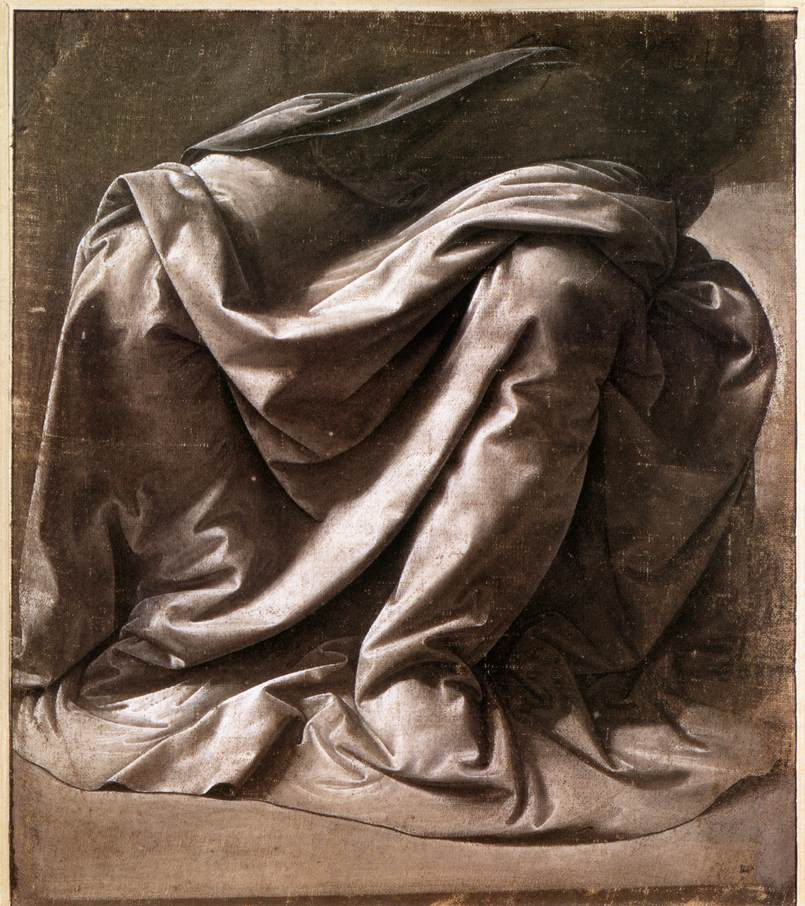
Léonard de Vinci, Draperie pour une figure assise.
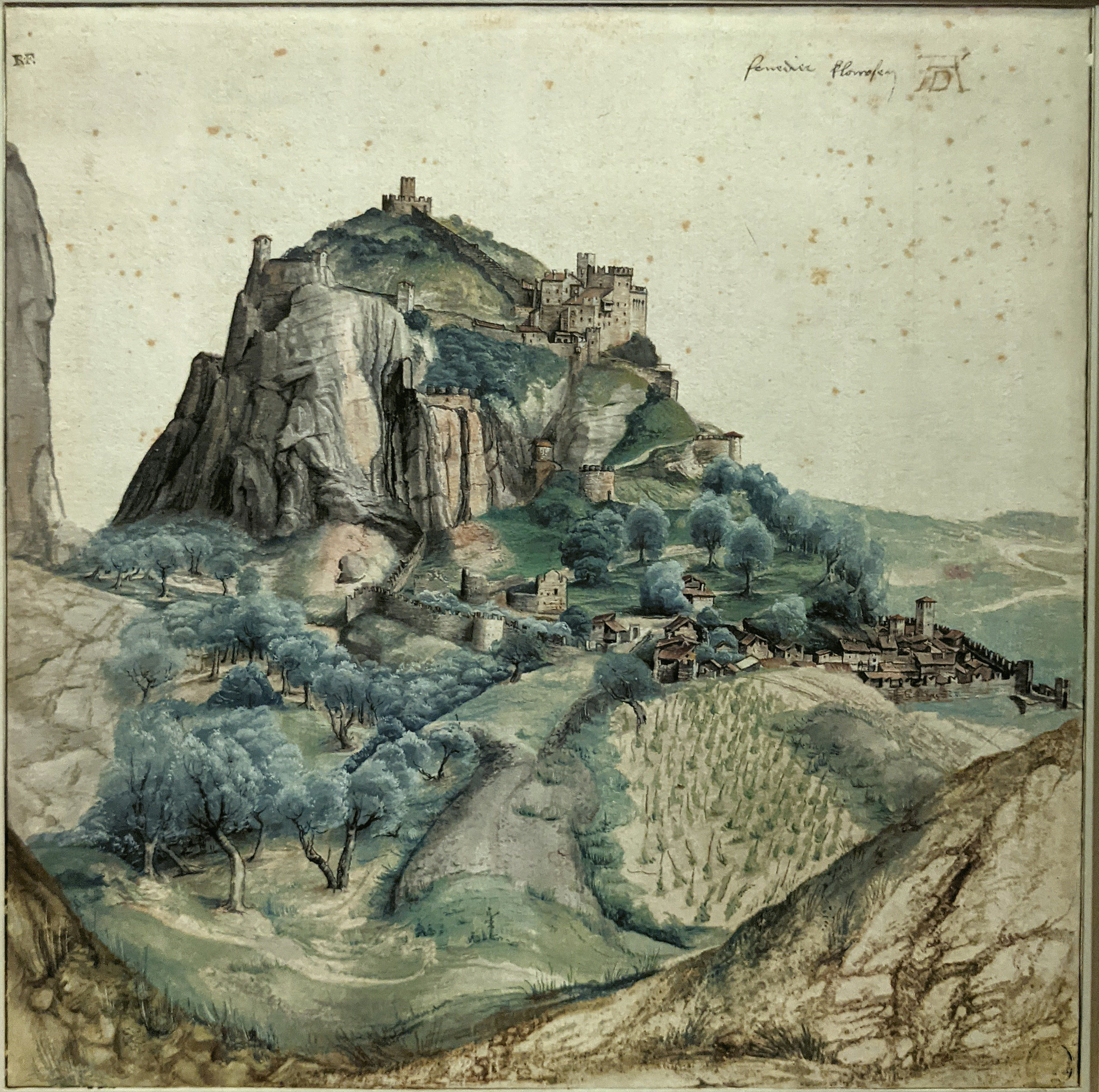
Albrecht Dürer, Vue du val d'Arco dans le Tyrol méridional (1495).

Jabach a reçu 220 000 livres pour les 101 tableaux et les 5 542 dessins vendus au roi le 11 mars 1671. Parmi les 5 542 dessins, Jabach avait établi une distinction entre les « 2 631 desseins d'ordonnance collés et dorés » qui ont été livrés à l'hôtel de Gramont le 4 janvier 1672, et le complément, soit « 2 911 desseins non collés, estant le rebut de ma collection », livrés le 27 mai 1676. Dans le classement fait par Jabach des « desseins d'ordonnance » se répartissaient entre « 640 desseins de l'escole de Rafael », 448 des « escoles de Venise et Lombardie », 517 de « l'escole de Florence », 653 de « l'escole des Carats (Carrache) et modernes », 309 des « escoles d'Allemagne et Flandres », 64 copies d'après « Rafael et Jule » (Giulio Romano).
Parmi les dessins de cette collection Jabach, ceux qui étaient les plus admirés appartenaient au Libro de' Disegni de Giorgio Vasari. Les pages du Libro se reconnaissent par leur bordure qui encadre un ou plusieurs dessins réunis sur la même feuille. Le musée du Louvre possède 162 dessins du Libro sur les 526 répertoriés. Au XVIIe et XVIIIe siècles, les pages du Libro étaient dispersées dans les plus grandes collections européennes : Médicis, Arundel, Quesnel, Crozat et Mariette. Les dessins du Libro avaient d'abord été achetés par le collectionneur florentin, Niccolò Gaddi (1537-1591), après la mort de Vasari, en 1574, vendus par ses héritiers avant le 18 mai 1638, date de la mort de Lorenzo Sabbatini chargé de les expertiser. Jabach a probablement acheté les dessins du Libro aux ventes de la collection de lord Arundel après sa mort, en 1646, et à sa veuve, en 1654.
Les dessins de la collection Jabach sont installés dans l'hôtel de Gramont situé dans l'enceinte du Louvre.
Les inventaires des dessins du roi sont faits en 1690, 1695 et 1710 en conservant le classement du fonds Jabach. Des modifications des dessins ont été faites sur les dessins par Antoine Coypel qui est nommé directeur des tableaux et dessins de la Couronne, en 1710. D'après son fils, Charles Antoine Coypel, qui lui a succédé dans la charge en 1722, il « les fit ajuster avec toute la propreté qu'ils méritoient » et il « visita des caisses où restoit entassé un nombre prodigieux de desseins mis depuis longtemps au rebut et parmi lesquels il s'en trouva beaucoup d'originaux d'une grande beauté ».
Jabach n'a pas vendu toute sa collection au roi car, quand il meurt à Paris le 6 mars 1695, il a laissé à ses héritiers une importante collection de peintures et de dessins dont l'inventaire est dressé le 17 juillet 1696 et donne un total de 687 tableaux, des bronzes et plus de 4 000 dessins. Les dessins ont été en grande partie achetés aux héritiers de Jabach par Pierre Crozat. Comme l'indique Mariette en 1741 : « Monsieur Jabach dont le nom subsistera pendant longtemps avec honneur dans la curiosité, en vendant au Roi ses tableaux et ses desseins, s'étoit réservé une partie des desseins et ce n'étoient pas certainement les moins beaux. »
Elle s'est ensuite agrandie des fonds d'atelier des premiers peintres du roi. Louis XIV considérant que les premiers peintres du roi travaillaient pour lui, il a fait saisir à leur mort les fonds des ateliers de Charles Le Brun, Pierre Mignard ainsi que les dessins de Van der Meulen.

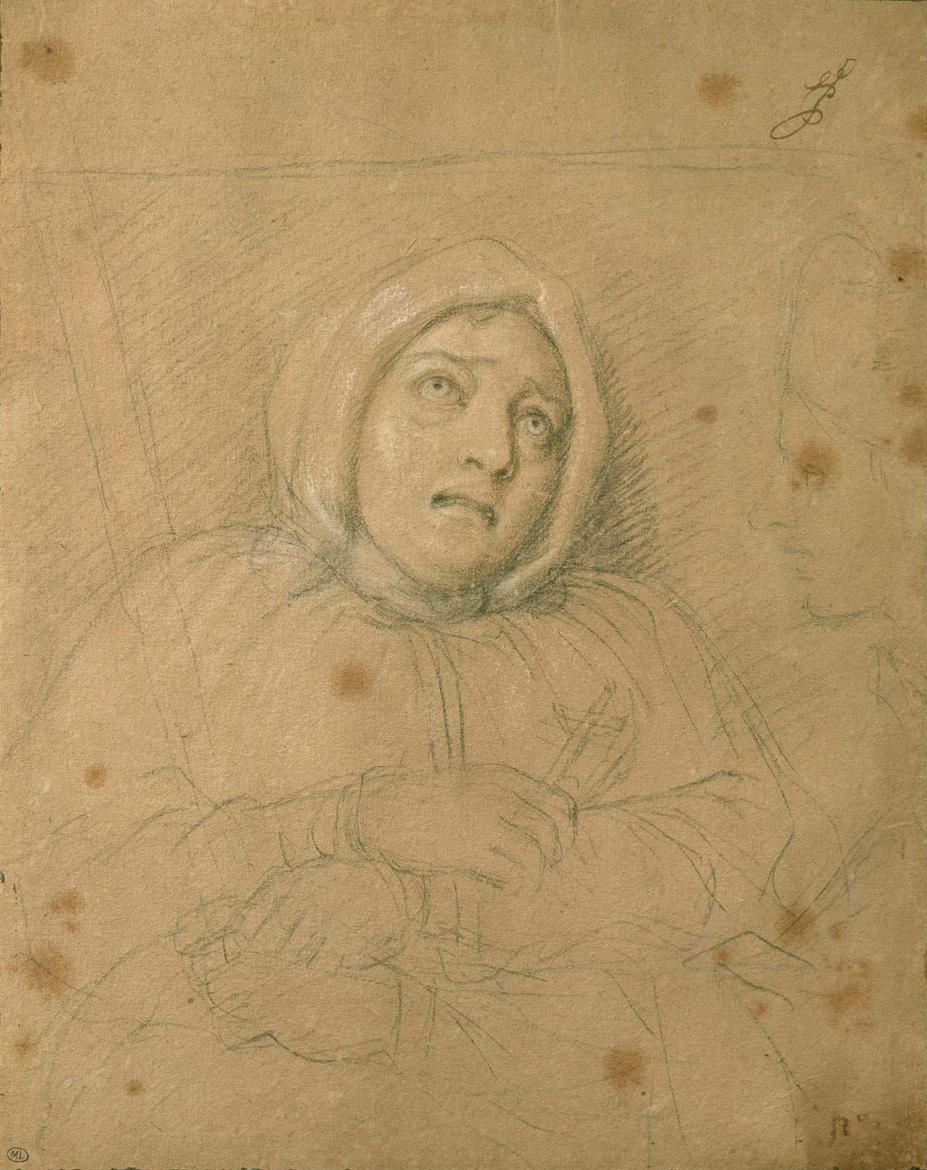
Charles Le Brun Portrait de la marquise de Brinvilliers.
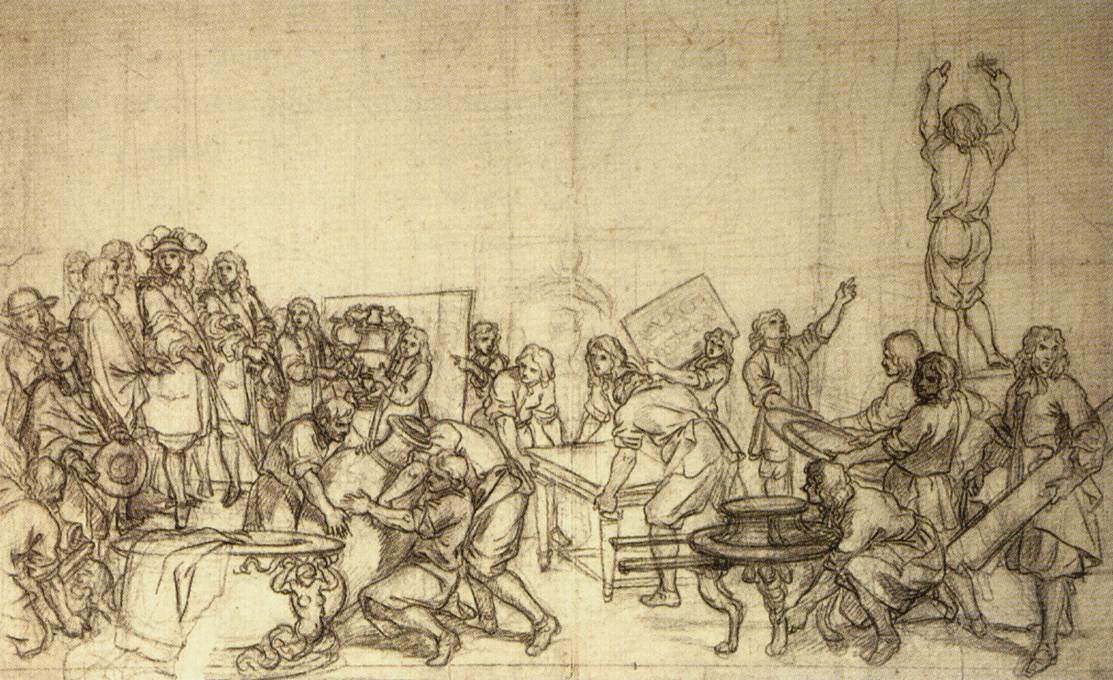
Charles Le Brun, Louis XIV visitant les Gobelins.
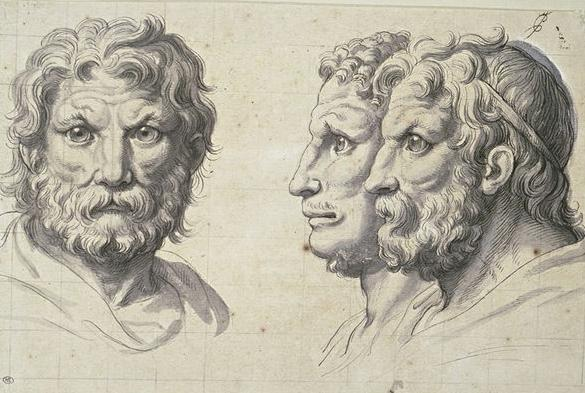
Charles Le Brun, Trois têtes d'hommes en relation avec le lion.

Dans L'Etat des Desseins du Roy, rédigé en 1724 par Charles Antoine Coypel, on dénombre 8 887 dessins. Il n'est donc entré que 3 345 dessins supplémentaires depuis l'achat de la collection Jabach en 1671.
La collection est augmentées par l'achat d'une partie de la collection de Pierre-Jean Mariette, en 1775. 1 873 dessins du musée du Louvre proviennent de la collection Mariette et portent en majorité sa marque. Quelques dessins de la collection Crozat ont été achetés par Mariette à la vente Crozat.

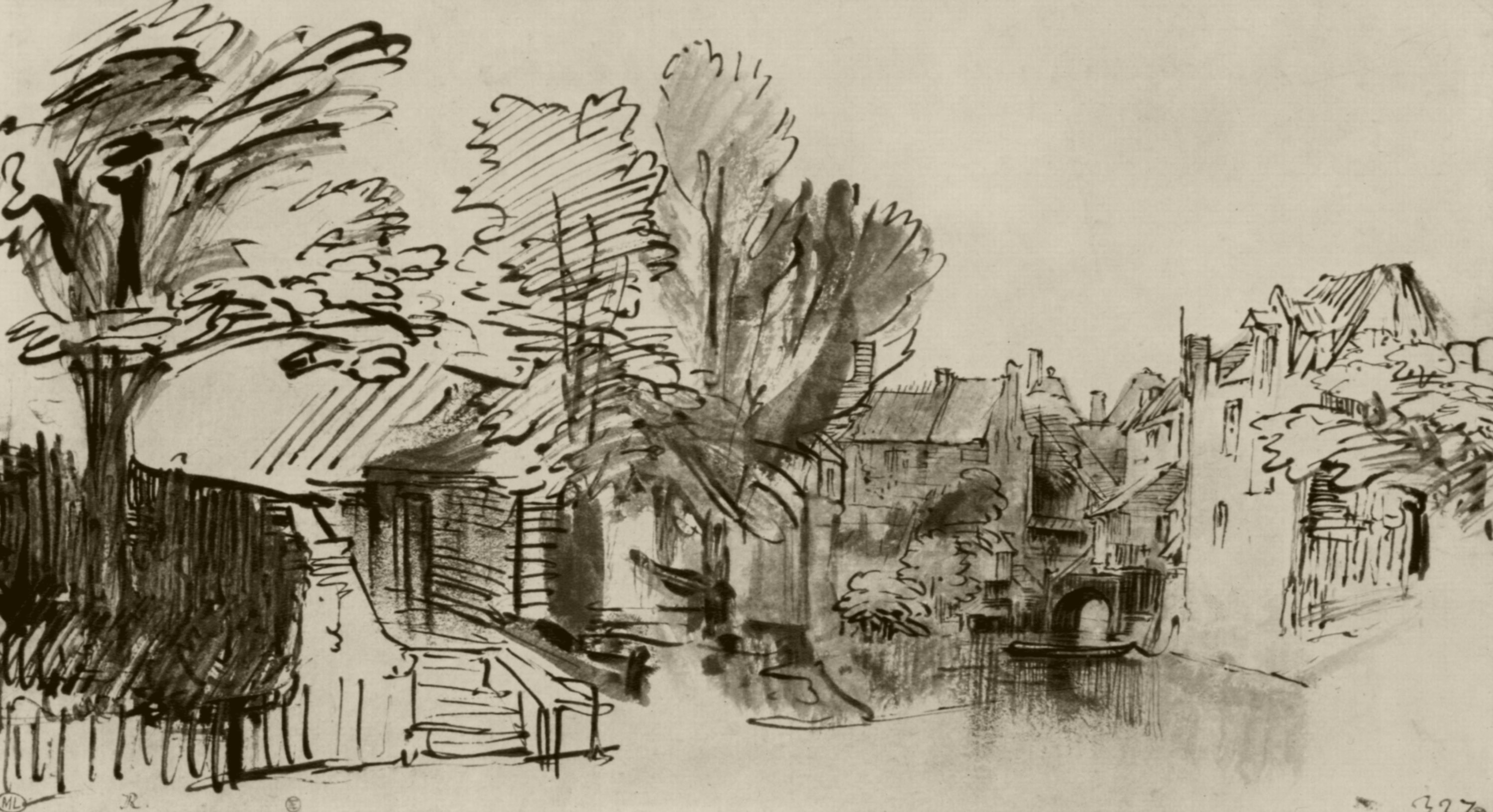
Rembrandt, Vue du canal Singel à Amersfoort, collection Mariette, probablement acheté à la vente Crozat.
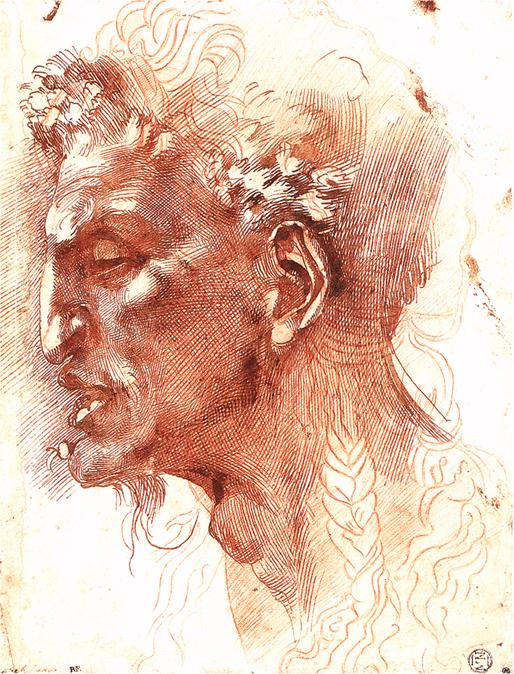
Michel-Ange Buonarroti, Tête de satyre, collection Mariette.

Au début de la Révolution, la Convention fait saisir tous les biens des émigrés. Ces saisies révolutionnaires vont doubler le nombre de dessins conservés au musée central des arts de la République française, avec l'entrée des collections du comte d’Orsay, de Charles Paul Jean-Baptiste de Bourgevin Vialart, comte de Saint-Morys (1743-1795). La collection Saint-Morys, saisie au château  d'Hondainville près de Beauvais, avec 12 644 pièces, était une des plus importantes du XVIIIe siècle,. Les conquêtes des armées de la République vont faire entrer la collection des ducs de Modène. Ces dernières saisies ont été provisoirement entreposées à l'hôtel de Nesle et aux Petits-Augustins avant de rejoindre le Cabinet des dessins.

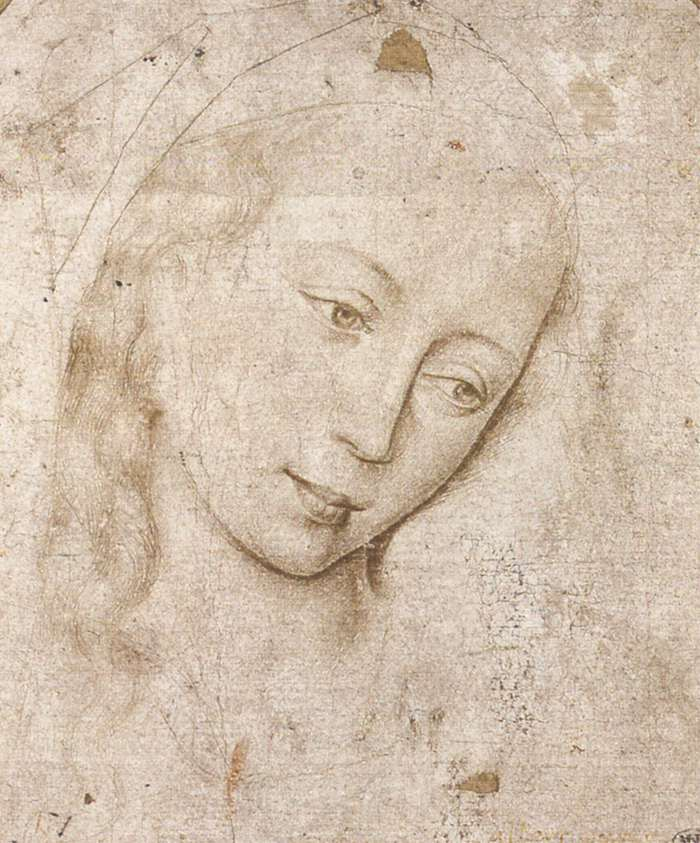
Rogier van der Weyden, Tête de la Vierge, collection Saint-Morys.
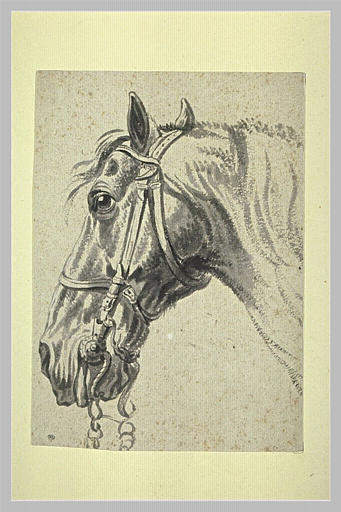
Pieter van Bloemen, Tête de cheval bridé, collection Saint-Morys.

Dans un discours à la tribune de la Convention, le 27 nivôse an II (16 janvier 1794), le peintre David a défini la vocation du nouveau muséum des arts. Ce n'est pas un dépôt d'œuvres d'art ancien, mais un lieu privilégié d'exposition faisant partie du patrimoine national. Mais il ne doit pas être une galerie réservée à la curiosité d'une élite mais une école. Il faut que la collection de dessins ne soit pas réservée aux artistes, mais que les instituteurs que la Convention vient de créer puissent y amener leurs jeunes élèves. Le muséum est alors placé sous l'autorité du Comité d'instruction publique. La commission du muséum est remplacée par un conservatoire. Le conservatoire est remplacé le 3 pluviôse an V (22 janvier 1797) par un conseil. Tous les membres du conservatoire, sauf deux, sont reconduits dans le conseil. Léon Dufourny est responsable des finances et des collections du musée et son administrateur général. Ce dernier, à l'automne 1796, est le rapporteur de la commission chargée de faire un choix des dessins parmi les collections de l'ancienne Académie royale de peinture et de sculpture. Bernard-Jacques Foubert a été le secrétaire et le trésorier du conservatoire avant de devenir l'adjoint de Léon Dufourny, puis son remplaçant. Il est peu probable que Louis Morel d'Arleux, qui prend ses fonctions de « garde des dessins et des planches gravées » du musée le 13 juin 1797, ait participé au choix des dessins exposés deux mois plus tard.
La galerie d'Apollon a été consacrée à la présentation d'une partie des dessins appartenant au musée central des arts en 1796. L'exposition de ces dessins originaux de grands maîtres est ouverte le 28 thermidor de l'an V de la République française (15 août 1797). Comme il est écrit dans la notice de présentation :

« Cette précieuse collection […] n'avait jamais été rendue publique. Confinée depuis cent ans dans un local dont l'exiguïté ne permettait que des communications partielles et privées, on peut dire qu'elle est, et a toujours été, également inaccessible au public et aux artistes, qui souffraient avec peine de se voir privés d'un si puissant moyen d'étude. Il était du devoir de l'administration du Musée de remplir leur vœu à cet égard, et de tirer au plutôt ce trésor de l'oubli auquel, par une fatalité inconcevable, semblait l'avoir condamné l'insouciance de l'ancien Gouvernement. »

En 1806, Vivant Denon achète la totalité de la collection de Filippo Baldinucci.
Le musée du Louvre achète en 1856 auprès de l'antiquaire Giuseppe Villadi le Codex Vallardi.

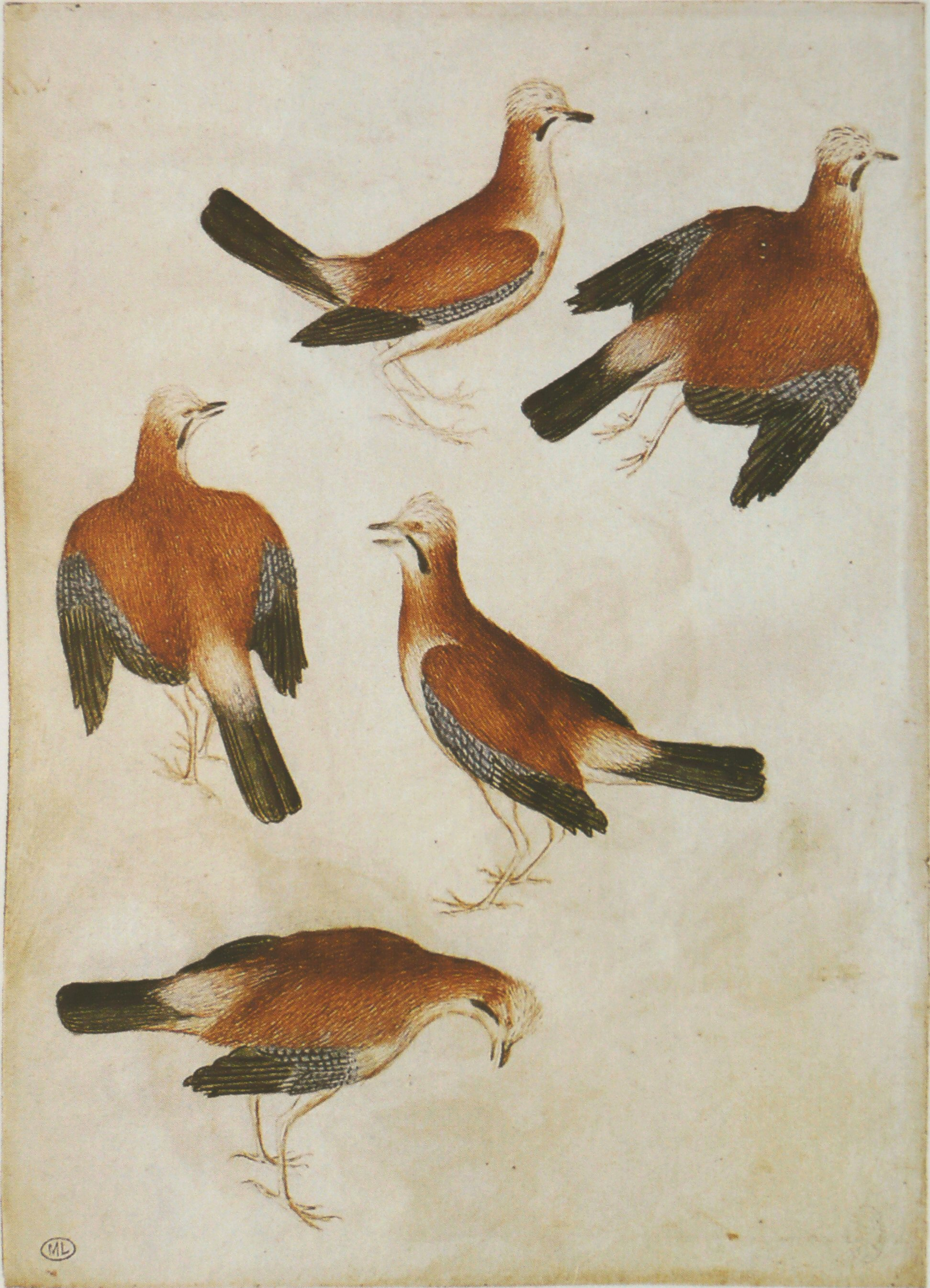
Pisanello, Cinq geais des chênes, aquarelle, plume et encre brune, XVe siècle Codex Villardi.
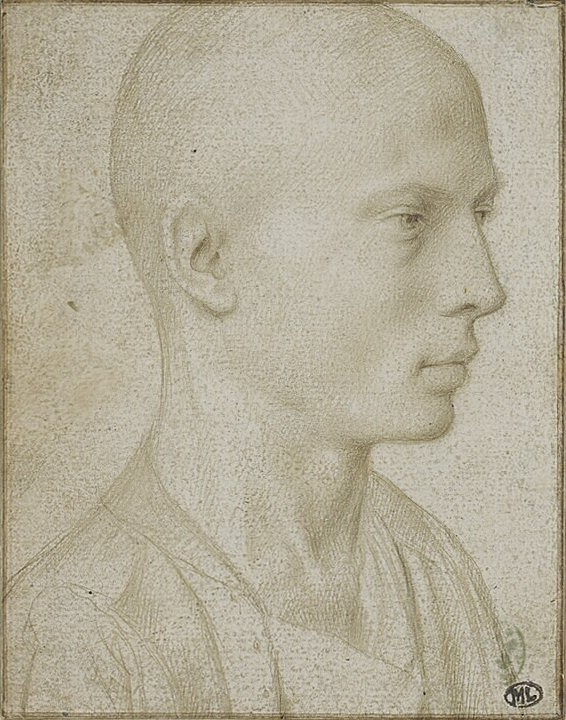
Gérard David, Étude d'un buste de jeune garçon à tête rasée, mine d'argent, XVe siècle Codex Villardi.
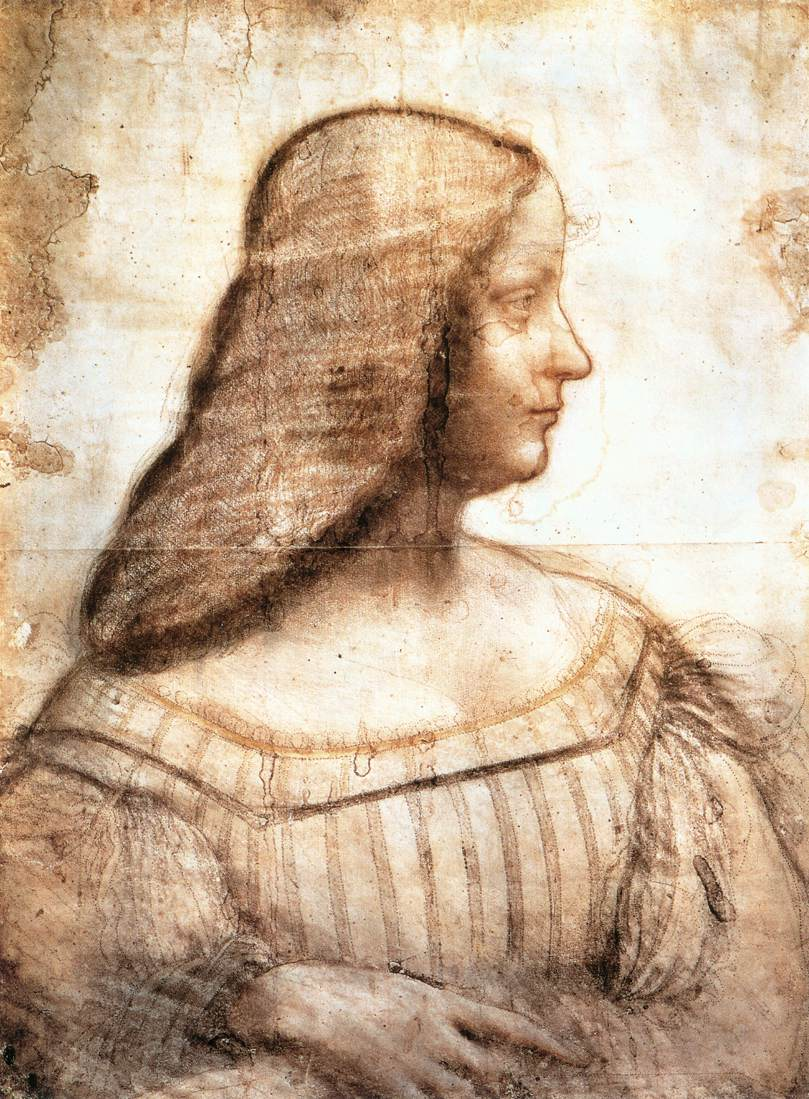
Léonard de Vinci, Isabelle d'Este, pierre noire, sanguine et estompe, craie ocre, vers 1500.
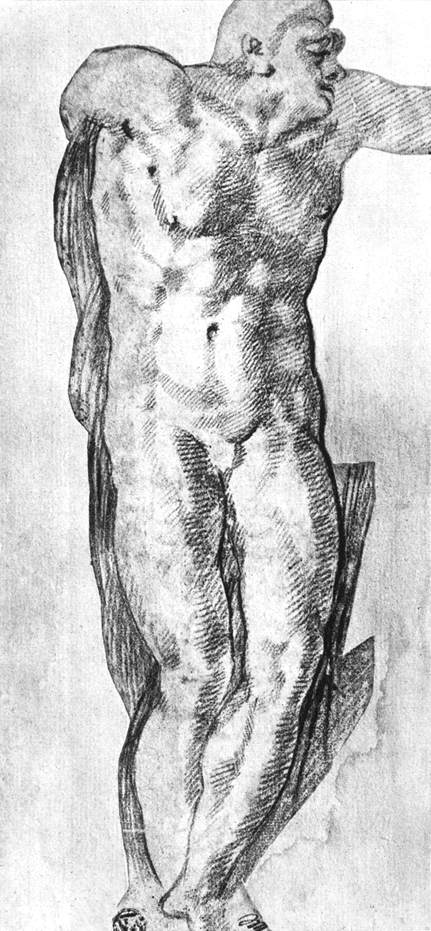
Michel-Ange, Étude d'homme nu, craie, 1re moitié du XVIe siècle.
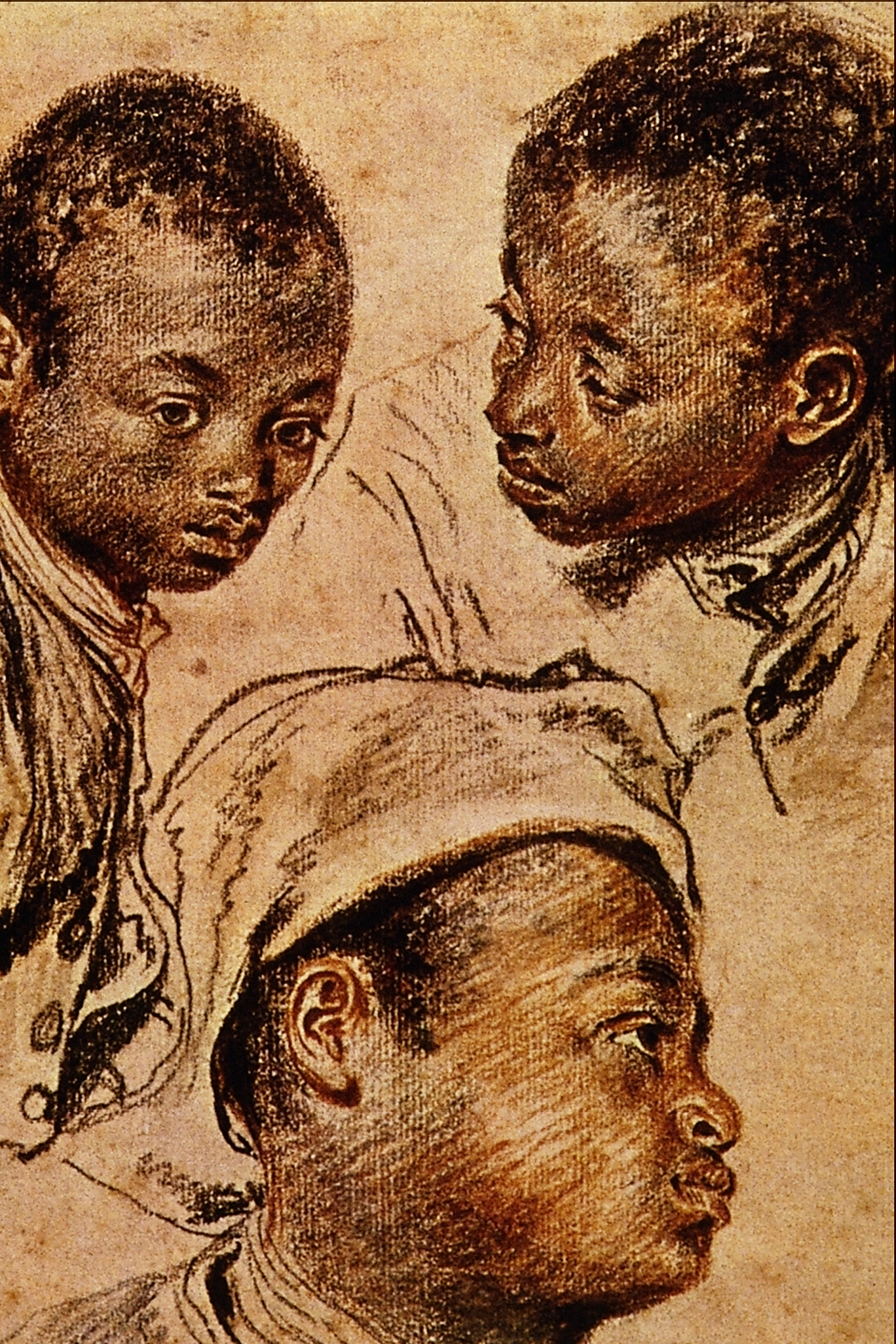
Jean-Antoine Watteau, Trois études de jeune Noir, pierre noire, sanguine, estompe et lavis gris, avant 1727.

- Anonyme d'après Léonard de Vinci, retouché et élargi par Pierre-Paul Rubens,
La Lutte pour l'étendard de la bataille d'Anghiari, techniques variées, avant 1550 (retouché en 1603).
- Eugène Delacroix,
Fantaisie arabe, aquarelle sur papier, 1832.

## La Chalcographie
La Chalcographie est l'héritière du Cabinet des planches gravées du roi, institué par Colbert et de l’ancienne Académie royale de peinture et sculpture.
Colbert a compris rapidement que la gravure pouvait être un moyen pour faire connaître à tous et pour conserver à la postérité les entreprises et les victoires du roi. Il fait prendre au roi, en 1660, alors qu'il était à Saint-Jean-de-Luz, un arrêt donnant aux graveurs un statut d'artistes indépendants de la maîtrise et des corps de métiers. En 1667, le roi accorde sa protection aux graveurs qui travaillent aux Gobelins, les graveurs ordinaires du roi. Colbert va entreprendre de faire graver des planches par André Félibien pour représenter les maisons royales, Daniel Marot, Robert Bonnart, Van der Meulen et Israël Silvestre pour donner des vues des pays nouvellement conquis, Claude Mellan, Gilles Rousselet et Girard Audran doivent copier les tableaux et statues antiques appartenant au roi, François Chauveau les ornements des Tuileries… Le coût de la gravure étant élevé, Colbert décide en 1679 de mettre dans le commerce des tirages. Cette opération fut vite rentable.

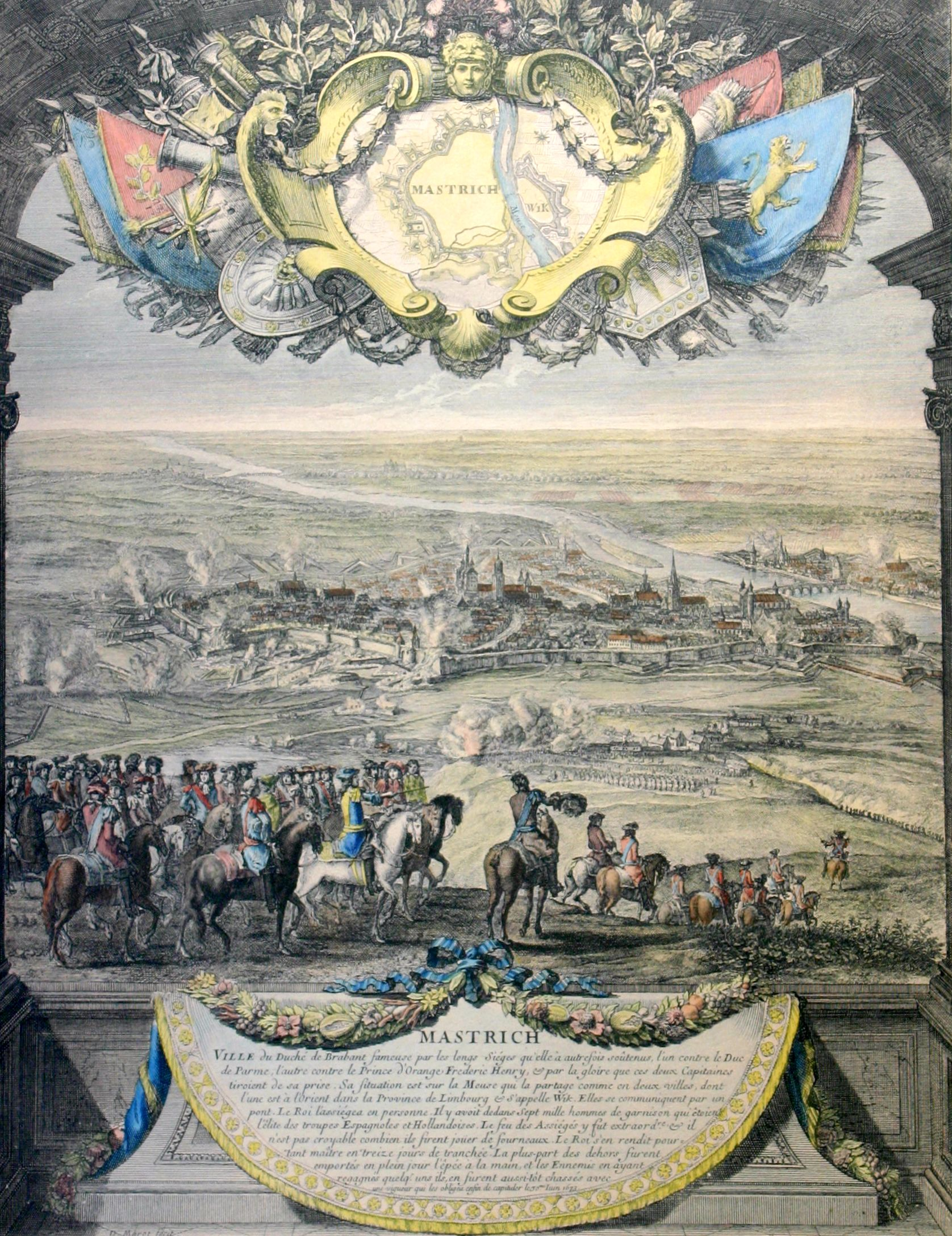
Daniel Marot, Siège de Maastricht.
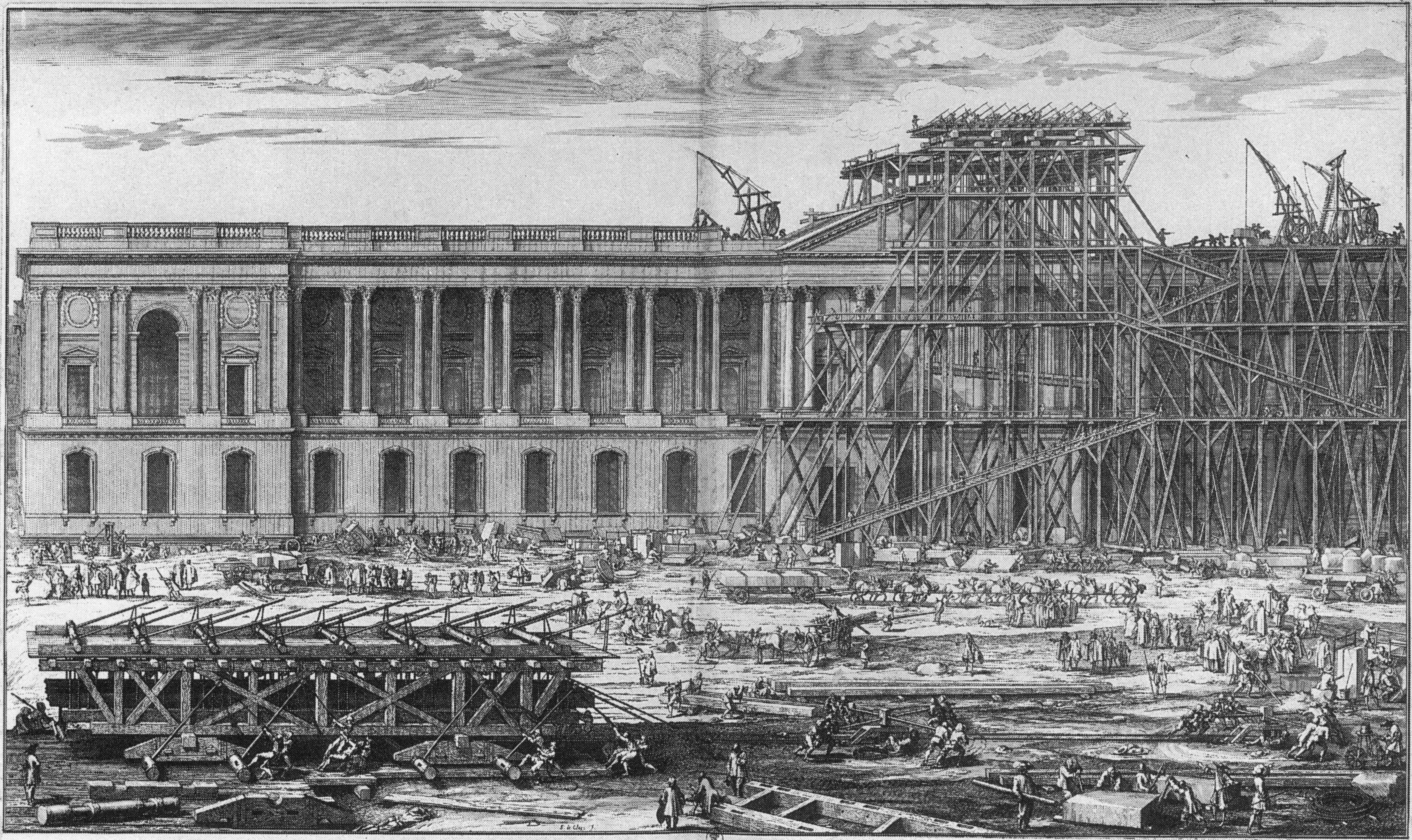
Sébastien Le Clerc, Représentation des machines qui ont servi à élever les deux grandes pierres qui couvrent le fronton de la principale entrée du Louvre (1677).
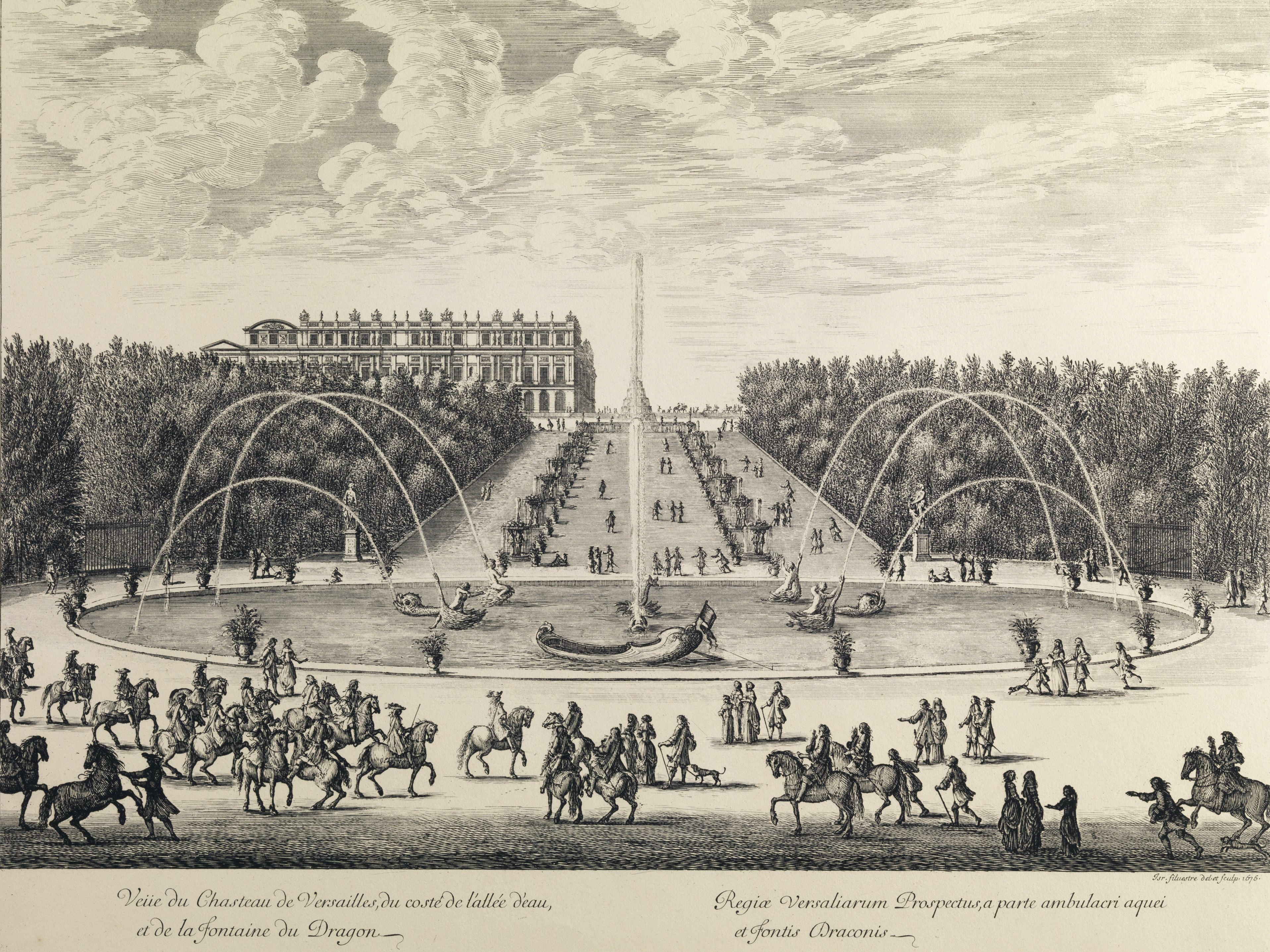
Israël Sivestre, Vue du château de Versailles, du côté de l'allée d'eau et de la fontaine du dragon.
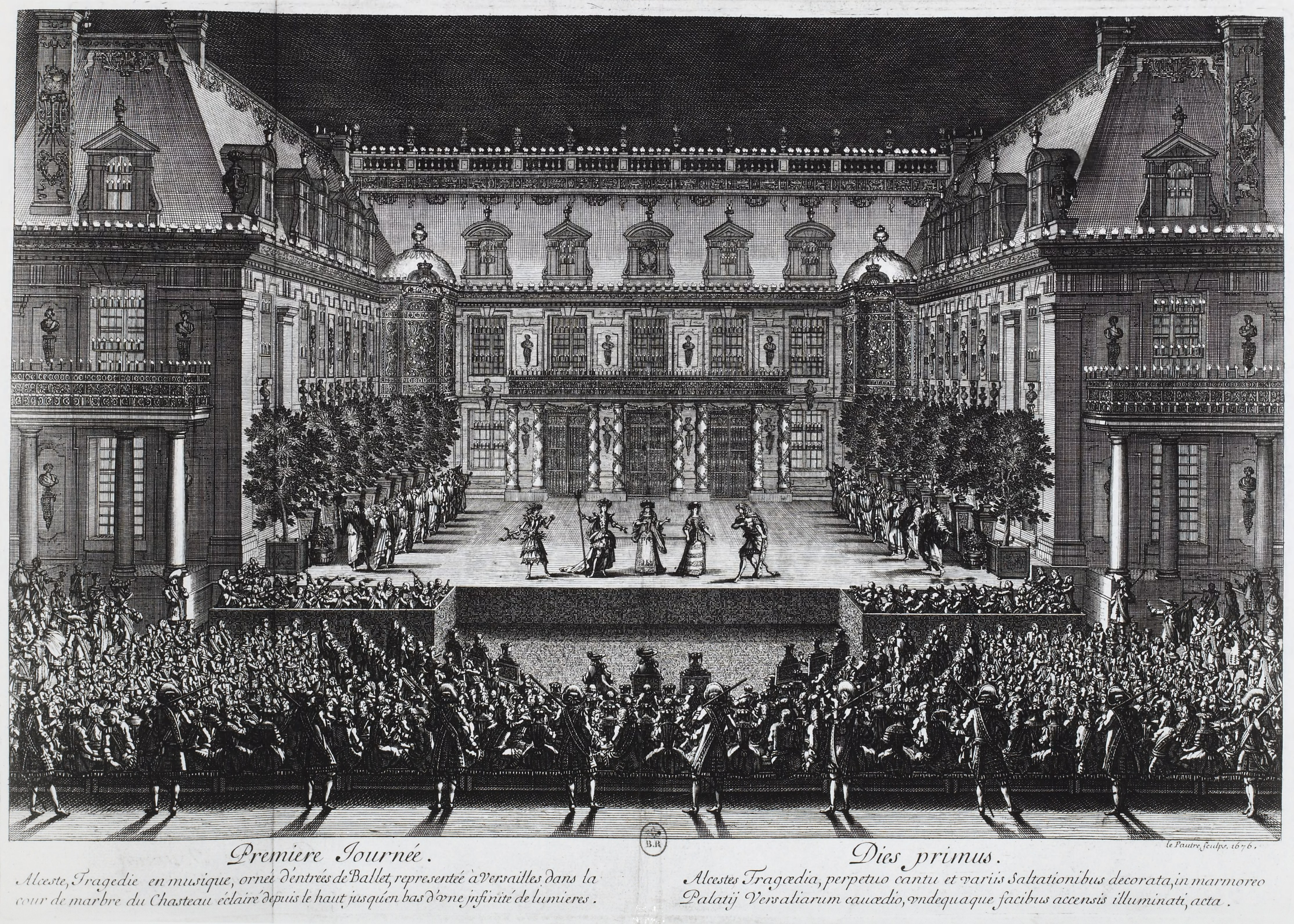
Jean Le Pautre, Représentation d'Alceste dans la cour de Marbre.
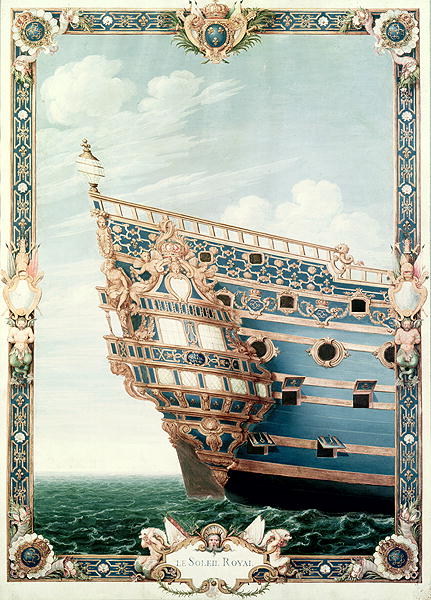
Jean Bérain, Poupe du Soleil Royal.

La Chalcographie nationale, aujourd'hui Chalcographie du Louvre, est fondée le 23 floréal an V (12 avril 1797), pour soutenir l'art de la gravure et exploiter l'immense fonds dont la nation est dépositaire. Elle regroupe les deux plus importantes collections : le Cabinet des planches gravées du Roi et le fonds de l'Académie royale de peinture et de sculpture.

## La collection Edmond de Rothschild
Le statut de donation de la collection Edmond de Rothschild a nécessité d'en faire un lieu de conservation particulier. La collection Edmond de Rothschild (1845-1934) est composée de plus de 40 000 chefs-d'œuvre, de dessins et d'estampes, avec des manuscrits et des livres rares. C'est l'une des plus importantes collections d'art graphique jamais réunies par un collectionneur particulier.

## Directeurs
- 1984-1988 : Roseline Bacou
- 1988-2004 : Françoise Viatte
- 2004-2014 : Carel van Tuyll van Serooskerken
- depuis 2014 : Xavier Salmon